# シソ
シソ（紫蘇、学名: Perilla frutescens var. crispa）は、シソ科シソ属の植物で、芳香性の一年生草本である。中国大陸原産で、各地で広く栽培されている。

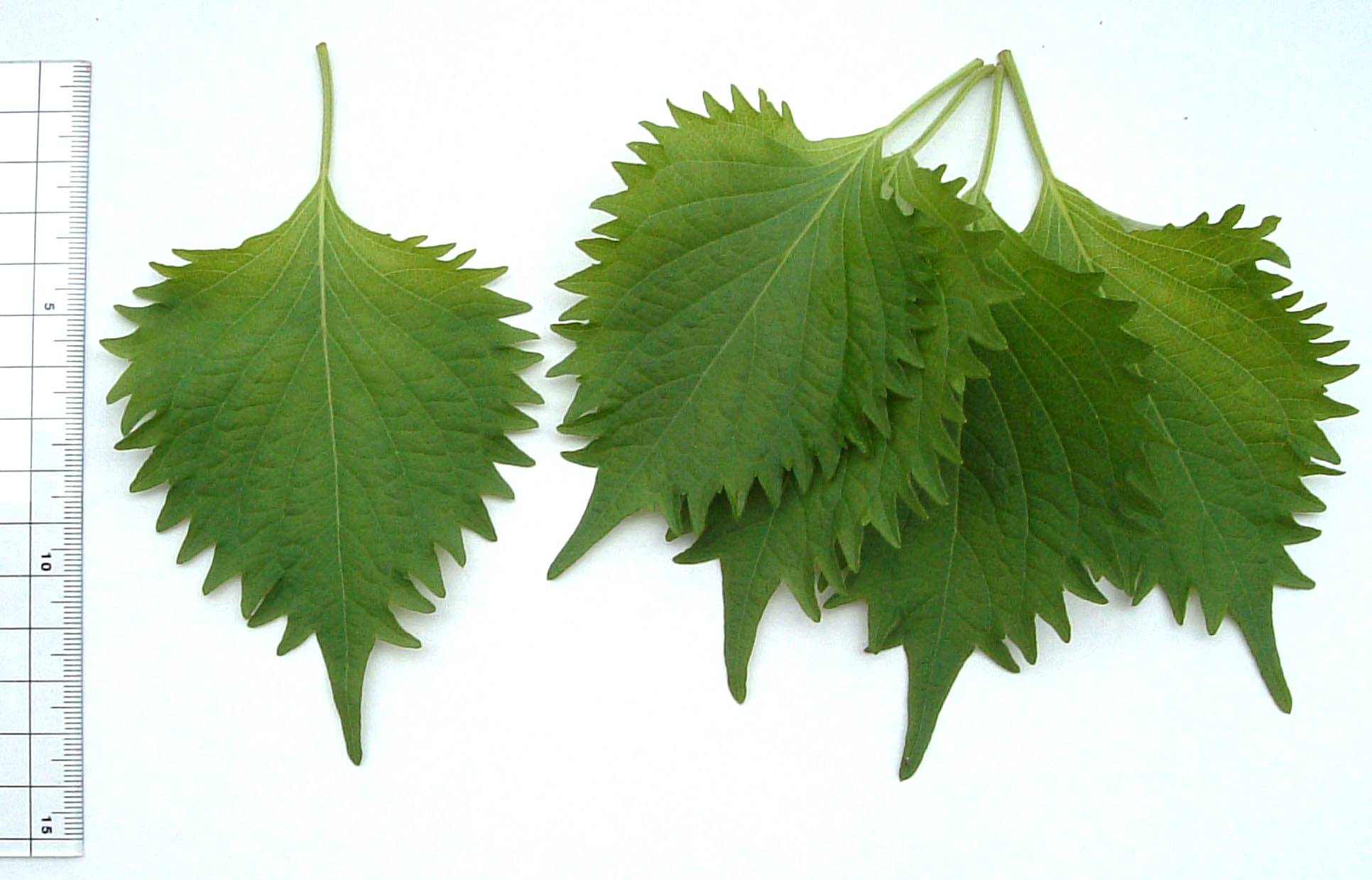
青紫蘇（アオジソ）の葉（大葉）

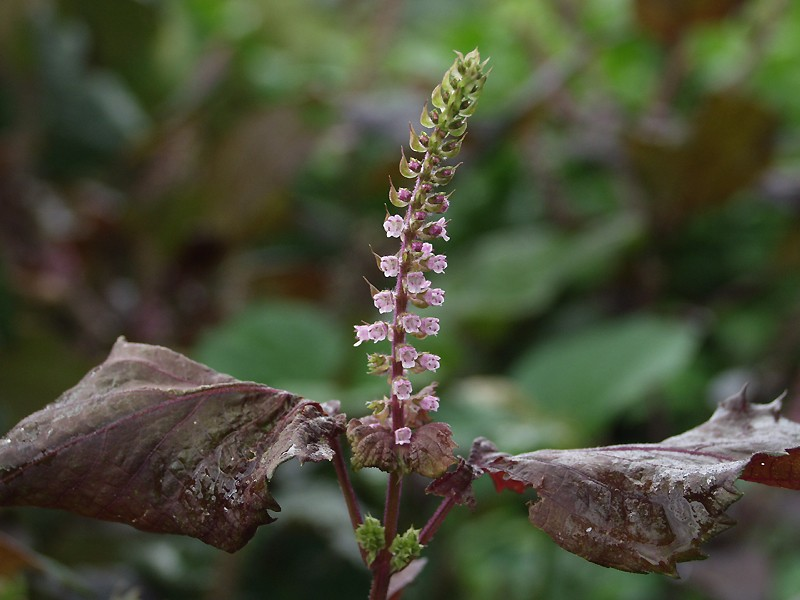
赤紫蘇（アカジソ）の実と花

シソには品種が多く、それらの総称を「広義のシソ」、基本品種である P. frutescens var. crispa f. crispa （チリメンジソ）や代表的な品種であるアカジソ P. frutescens var. crispa f. purpurea を「狭義のシソ」という場合がある。本稿において特に明記しない限り「紫蘇」または「シソ」とは、「広義のシソ」の意味である。食用にする葉の色により赤ジソと、その変種の青ジソがあり、大葉は青ジソの別名である。
和風ハーブの代表格で、防腐作用や殺菌作用があることが知られており、食用される葉、実、花は、生食のほか、刺身や麺類の薬味やつま、天ぷら、漬物、ジュースなどに使われる。用途が多く、栽培も簡単にできる。

## 名称
漢名（中国植物名）では「紫蘇」で、和名の「シソ」は漢名の読みに由来する。「紫蘇」は伝説で若者が蟹による食中毒を起こし死にかけた時に、シソの薬草を煎じて飲ませたところ回復したことから、紫の蘇る草の意味でついた。もしくは、蟹を食べて食中毒になり死にかけた子供に、紫のシソの葉を食べさせたところ蘇ったため、この草を「紫蘇」と呼ぶようになったとも伝えられている。漢字の「紫蘇」は、もともと赤ジソに由来する。
古名をイヌエと言い、イヌは似て非なるものの意味で、エとはエゴマのことを指し、エゴマに似るがエゴマとは異なる植物という意味で呼ばれたものと考えられている。葉の色によって赤ジソ・青ジソに大別され、葉のしわが多いものはチリメンジソと呼んでいる。青ジソは、別名で大葉（おおば）とよばれている。
英名はペリラ（Perilla）、仏名ではペリア・ド・ノンキャン（Perilla de Nankin：南京シソの意）という。また、英語辞書には「beefsteak plant」とも直訳されているが、この意味を知っている英語話者はアメリカ英語圏内では少ない。

## 特徴
シソはヒマラヤやミャンマー、中国南部などが原産で、広く栽培されている。日本には中国から伝わったとされ、縄文時代の遺跡からもシソの種実が出土しているものの、本格的な栽培が始められたのは平安時代とされている。一度植えると、こぼれ種で毎年出てきて、畑のふちや庭で見られることもある。
一年草で、茎は四角形で直立し高さ1 m程になる。葉は対生に付き、長い柄があり、広卵形で先端は尖り、縁には鋸歯があって緑色または赤みを帯びる。品種によっては葉が縮れる場合もある。花期は晩夏のころで、花穂が次々と開花する。花序は総状花序で、白から紫色の花が多数できる。シソは代表的な短日植物で、秋が近づくと花芽分化を起こして栄養生長から生殖生長へ移行し、やがて花穂が出てきて開花・結実する。ふつう、秋に自然に落ちた種子は、約6か月ほど休眠期を過ごし、翌春に気温が高くなるとたくさん発芽してくる。
シソは本来赤ジソのことで、青ジソはその変種である。芳香の異なるエゴマは近縁種で、互いに交雑しやすい。
独特の清涼感のある香りを有することから、虫がつきにくい。しかし、ハスモンヨトウやベニフキノメイガ、ヨモギエダシャク、ミツモンキンウワバなどの幼虫は、シソの葉を好んで食べるため、栽培に当たっては注意が必要である。また、ハダニやバッタもシソを食べることがある。

## 品種・栽培品種

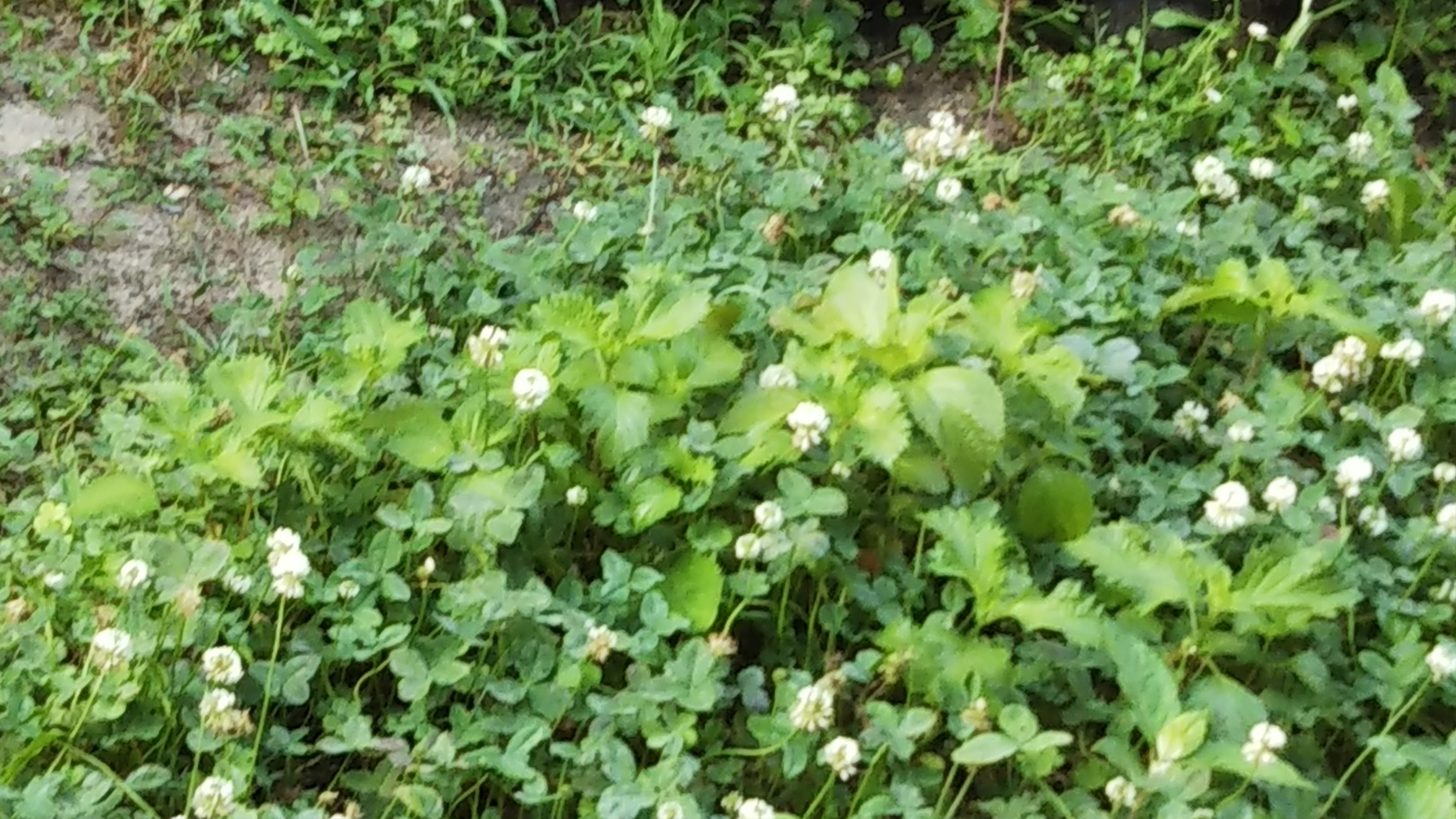
シソの繁殖力。シロツメクサの中からでも繁殖する

大別すると、葉が赤紫色の赤ジソと、葉が緑色の青ジソがあり、そのどちらにも葉に細かい縮みがあるチリメンジソと、葉に縮みがないタイプがある。シソには多数の品種や栽培品種がある。
- チリメンジソ（縮緬紫蘇、学名：P. frutescens var. crispa f. crispa (Benth.) Makino[18]） - 狭義のシソ。基本品種。葉は両面とも赤色でやや縮れる。
- マダラジソ（斑紫蘇、学名：P. frutescens var. crispa f. rosea (G.Nicholson) Kudô[19]） - 葉の表面は緑色、裏面は赤色で縮れない。
- アカジソ（赤紫蘇、学名：P. frutescens var. crispa f. purpurea (Makino) Makino[20]） - 単にシソとも呼ばれることがある。全体に赤紫色をしており葉の両面とも赤色で縮れない。
- アオジソ（青紫蘇、学名：P. frutescens var. crispa f. viridis (Makino) Makino[21]） - 葉の両面とも緑色で縮れない。
- カタメンジソ（片面紫蘇、学名：P. frutescens var. crispa (Benth.) W.Deane[22]） -  栽培品種。葉の表面は緑色、裏面は赤色。
- チリメンアオジソ（縮緬青紫蘇、学名：P. frutescens var. crispa 'Viridi-crispa'[23]） - 栽培品種。葉の両面とも緑色で縮れる。

栽培は、日当たりの良いところで栽培された優良品種から採取した種子を春に蒔いて行う。ただし、繁殖力が強いため自然に落下した種子からでも容易に発芽し生長する。日本の大葉（青ジソ）の主要な生産地は、愛知県、茨城県、高知県などで、特に愛知・茨城の2県だけで国内生産量の大部分を占める。

## 栽培

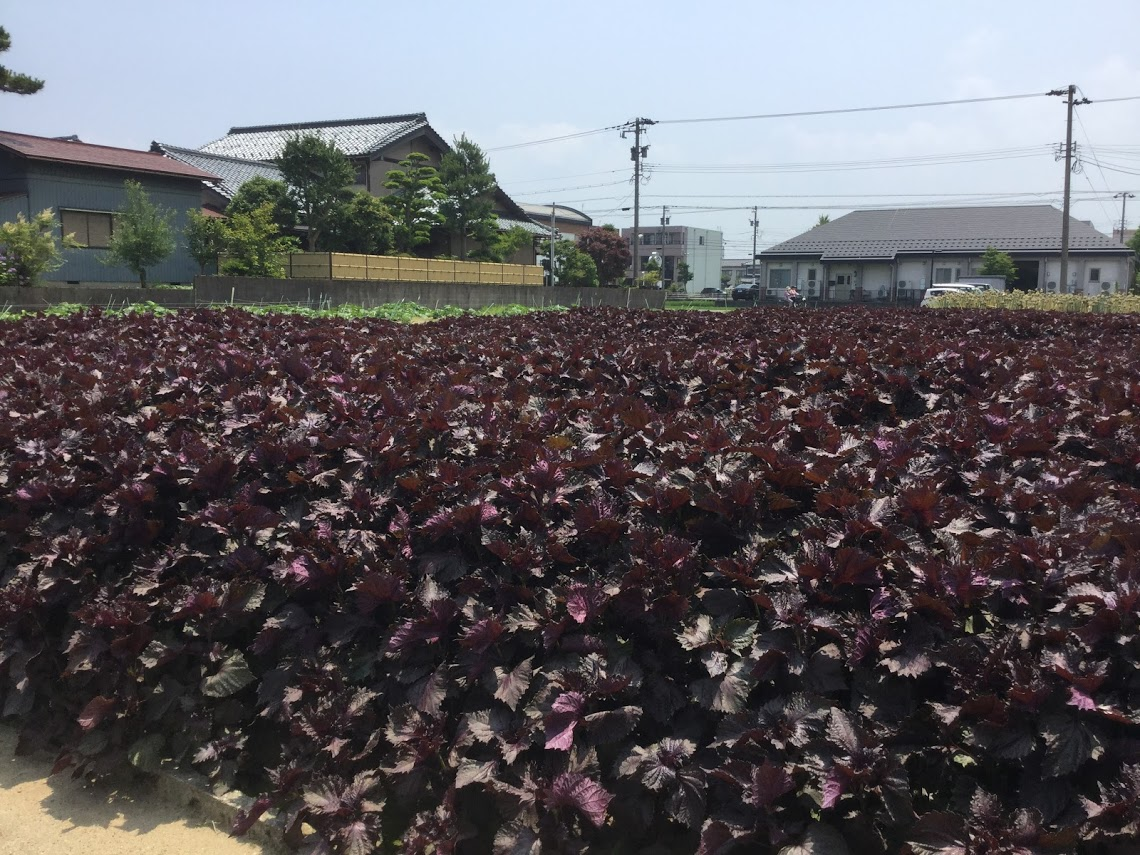
栽培中の赤ジソ（福井市）

春に種をまき、晩春に植え付けて夏から秋にかけて収穫する。ふつう、種まきから葉を収穫できるまで、3か月ほどかかる。高温性で、栽培適温は25度前後、発芽適温は20 - 25度とされるため、気温が上がってから種まきをする。湿り気のある場所を好み、やや日陰でも育てることができる。夏の乾燥には弱く、冬霜にも弱い。前年秋にとれた種子は、翌年春まで休眠して発芽しないため、播種時期を選ぶ。また、シソは光発芽性で発芽するためには光が必要であることから、種まき後の覆土は極薄くする。花芽は短日条件でできるため、電灯照明で長日にしておけば花穂をつけることなく、良質な葉を収穫できる。連作障害は出にくい。
苗づくりは、育苗箱に入れた土を平らにならしてから種を条まき（筋まき）し、種子が見えなくなる程度にふるいで覆土して上を軽く押さえる。発芽したら本葉2枚の時に苗床や育苗ポットに移植し、本葉4、5枚が大きく広がった苗に仕上げる。芽ジソを育てる場合は、育苗箱に種をばらまきして新聞紙で覆い、発芽がそろってから新聞紙を取って日に当ててからはさみで収穫する。子葉2枚が出たばかりのものは青芽（あおめ）とよび、本葉が2枚出たときに収穫したものは赤芽（むらめ）とよぶ。
畑は早めに石灰をまいてよく耕しておき、植え付けの2週間ぐらい前に元肥を施す。畑に定植する苗は株間を40 cmぐらいにして、始めは1カ所に2株植え、育つにつれて間引きして1株にする。乾燥を嫌うため夏前に株元へ敷き藁やマルチングをするとよく、乾いたら灌水をする。また夏場の強い光を和らげるため、寒冷紗を張って強光を和らげるとよい。草丈が15 cmぐらいになったらぼかし肥、鶏糞、ナタネ粕などの追肥を与え、半月に1度のペースで株のわきに少量与え土と混ぜる。主枝の葉が10枚ほど開いたら下の方の葉から掻き取って収穫する。夏から秋まで収穫することができ、花穂ジソは、花穂のつぼみが3分の1ほど開いたら収穫する。穂ジソは、花後に実を結び、上の方に少し開花中のものが残っているころのものを収穫する。調理法にあわせて収穫時期や収穫方法を調整するが、とり遅れの葉や花、病葉はその都度取り除く。
比較的、害虫には強い植物であるが、ハスモンヨトウやハダニ、シソフキガなどがつく場合がある。早期に発見し、殺虫剤を散布して防除する。

## 食材

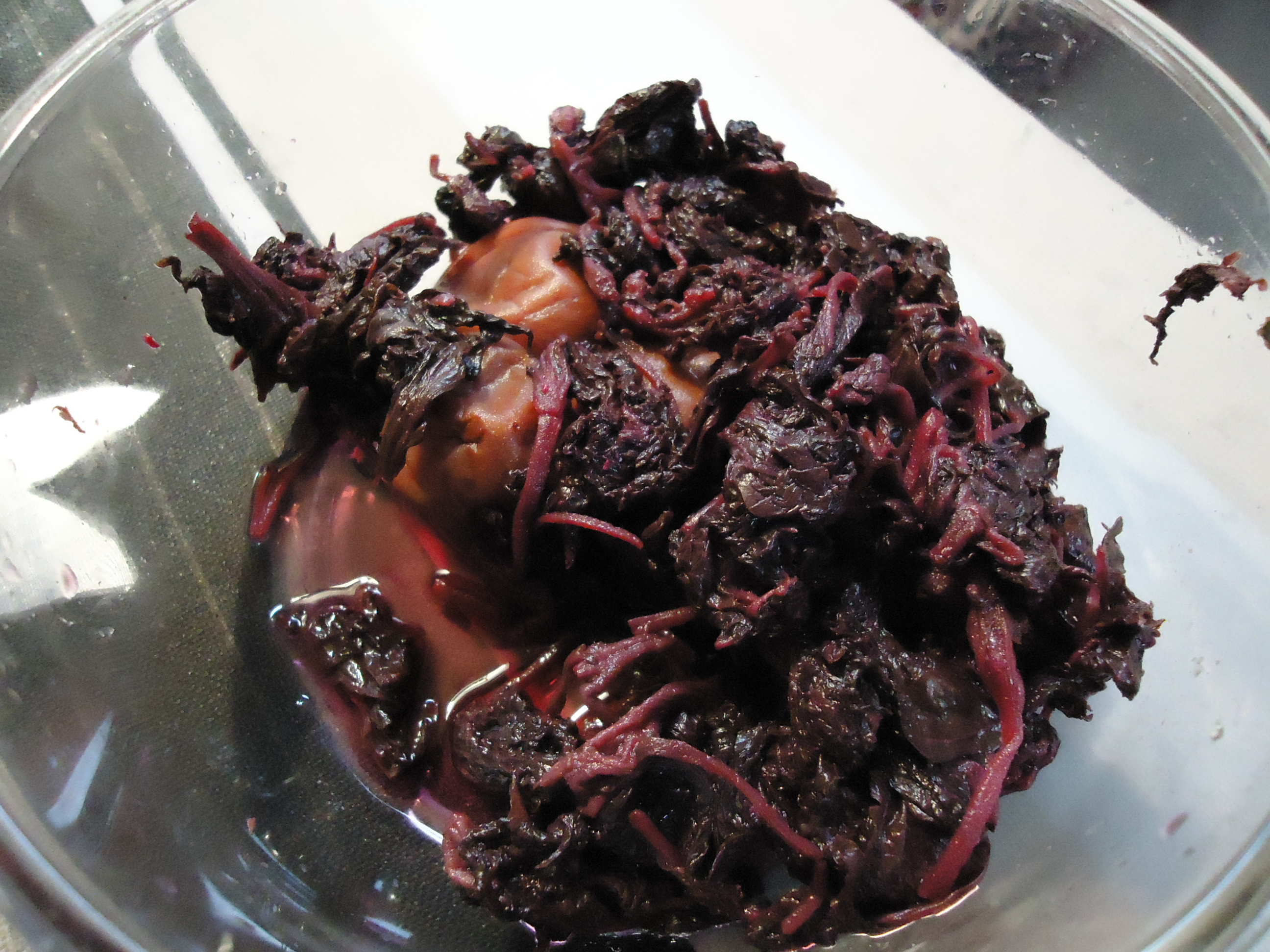
梅干しと混ぜた赤シソ

通常、食用にするのは青ジソと赤ジソで、青ジソは「大葉」の名でも知られている。ペリルアルデヒドに由来する特有の香りと辛味を持った、和風ハーブの代表格とされる。葉はもとより、若芽、花穂、実も食用にされ、主に刺身や手巻き寿司、冷奴などの料理の香味付けや彩りなどの添え物、魚の臭み消しなどに使われる。野菜としての旬としては、青ジソは夏から秋（7 - 10月）、赤ジソは初夏（6 - 7月）とされる。青ジソは、緑色が濃くて軸の先が新鮮で変色していないものが良品とされる。
保存方法は、湿らせたペーパータオルなどで包んでビニール袋に入れて乾燥を防ぎ、冷蔵庫で数日ほど持つ。
赤ジソ（赤紫蘇）
アントシアン系の赤橙色のシアニジンと言う色素成分を含み、日本では梅干しを作る際に、梅の成分であるクエン酸によってシアニジンが強く赤く発色することで、梅干しの発色や漬物の色づけに使う。葉を乾燥させたものは七味唐辛子に配合されることもある他、ふりかけなどにも用いられる。湯で煮て砂糖を加えシソジュースにする利用法もある。居酒屋などで、焼酎などの酒類の割物として提供されるバイスも、赤紫蘇エキスを原料としている。
赤ジソは酸に触れると鮮やかな紅色に発色する性質があるが、灰汁（アク）が強いため、最初に塩揉みをして出てくる黒いアク汁だけを捨てる。梅干しづくりで梅の実と一緒に漬けるときは、アク汁を出したあとの赤ジソに、梅酢を少量かけると美しい赤色が得られる。
青ジソ（青紫蘇）
日本では葉や花を香味野菜として刺身のつまや天ぷらなどにする。青ジソの若葉を摘んだものは「大葉（おおば）」とよび、麺類の薬味として用いられることも多い。西日本の一部では「青蘇（せいそ）」とも呼ぶ。香りがよく、ほのかに苦味がある。
穂ジソ
熟さない実を付けた「穂ジソ」、花が開き掛けの「花穂ジソ」は刺身のつまに用いる。花穂のつぼみ、または花が落ちて実が未熟なうちに摘んだものを「穂ジソ」と呼び、刺身のつまなどに使われ、種子が熟しかけたシソの実は摘み取ってから塩漬け、醤油漬け、佃煮に使われる。穂ジソのつぼみが開いたものは「花穂ジソ」で、主につまや飾りに使われる。箸または手指で茎からこそげ落として使用する。日本では萼ごと食用とし、乾燥させて茶漬けなどの風味付けに用いたり、食塩や醤油で漬物にしたり、また穂ごと天ぷらにしたりする。実は、茶漬けの風味付けのほか、砂糖・酒・醤油で佃煮にする。赤紫蘇のプチプチした食感と独特の風味がある。
芽ジソ
発芽して間もない双葉の状態の若芽（スプラウト）のことで、赤ジソの芽は「紫芽（むらめ）」、青ジソの芽は「青芽（あおめ）」という。刺身のつまやあしらい、天ぷら、吸い物にする。

### 漬物
柴漬（紫葉漬）は、ナスを主体に、キュウリ、ミョウガなどとともにシソを加えて漬け込んだ漬物である。
また、紫紅色のシソを塩漬けしたものに梅酢を加えたものは「もみじそ」などといい、梅干し（シソ漬け梅干し）に用いられる。このもみじそ（しそ漬け梅）を数日間天日干しし、すり鉢で細かくしてから、ふるいにかけたものを「ゆかり」という。開花後の実も、醤油漬けや塩漬けなどの漬物に利用できる。
生のシソは10%の塩水に重しをして一晩つけておき、黒いアク汁を捨ててから、さらに20%の塩で漬け直しておくと保存でき、塩抜きしてから使用する。

### シソ油
シソの種子からは、シソ油が取れる。シソ油には抗酸化作用のあるα-リノレン酸を多く含む。このため最近では健康食品としても注目されている。リノレン酸は酸化され易いため、同食用油の開封後は早めに消費する事が勧められる。また2004年には国民生活センターが、また2008年に日本即席食品工業協会がスチロール製容器を使用するカップ麺に入れた場合、容器が溶ける事があるとして注意を呼びかけている。
なお、シソ科シソ属のエゴマの種から得られた精油も、「シソ油」と呼ばれることがある。よって、「シソ油」という名称の商品が、シソの実から作られた油なのか、エゴマの実から作られた油なのかを判別するのは多少の注意を要する。通常、エゴマから作られた油であれば、食品表示法に違反しないようその旨の記載が存在するはずである。

### 栄養価
シソはβ-カロテン、ビタミンB群、ビタミンC、食物繊維や、カルシウム、鉄、カリウムなどのミネラルを多く含む。特に、β-カロテン、カルシウム、ビタミンB1の含有量は、野菜類の中でも群を抜いて優れている。ただし、シソを多量に摂取することは日常ではまずないが、栄養量が豊富な野菜であることから、一般書の紹介などでは食べる機会を増やすことを勧めている。シソ特有の香りの元である精油成分のペリルアルデヒドは、臭覚神経を刺激して胃液の分泌を促し、食欲を増進させる他、健胃作用や強い殺菌作用により食中毒の予防にも効果がある。また、ポリフェノールの一種である香り成分には、強い抗酸化作用がある。

### 防腐・細菌の増殖抑制・殺虫効果
シソの香り成分にもなっている精油は、ペリルアルデヒドを約55%含み、この成分が防腐作用と殺菌作用を持っている。防腐効果は、5–10%の食塩との併用によって得られると報告されている。この性質を利用して梅干しが作られる。そのまま使用した場合には、防腐効果や食中毒原因細菌の増殖抑制効果は無い。
刺身などの生もの料理にシソが添えられているのは、昔から続いている食べ合わせの経験の知恵に基づいたものである。粕谷らによる1988年の報告によれば、カツオやアジなどの青魚に寄生している線虫のアニサキスに対する殺虫作用があることが報告されており、昔から刺身を食べる際は青ジソの葉や穂ジソなどを薬味として用いているが、このときアニサキスが胃壁などに絡みつくために起こる胃痛を防ぐという効果もあったことを示している。

### 血糖値上昇抑制作用
ラットを対象とした動物実験で、シソに含まれるロスマリン酸にα-グルコシダーゼ阻害作用による血糖値上昇抑制作用があり、また、シソに含まれる成分にブドウ糖吸収抑制作用があるとする報告がある。

### アミロイドβ凝集を抑制
シソにはロスマリン酸が含まれている。ロスマリン酸を摂食したマウスの脳内において、ドーパミンをはじめとするモノアミンの濃度が上昇し、それらがアルツハイマー病の主病態であるアミロイドβ凝集を抑制した。

## 薬用
漢方医学では、主に夏に採取して干して乾燥させた赤紫蘇の葉を蘇葉（そよう）または紫蘇葉（しそよう）と言い、理気薬（気が停滞している状態を改善する薬物、精神を安定させる目的もある）として神秘湯、半夏厚朴湯、香蘇散などに配合される。日本薬局方では、チリメンジソ（狭義のシソ、学名：P. frutescens var. crispa f. crispa）の葉及び枝先を「蘇葉」としている。平安時代の『本草和名』には民間薬や漬物に利用された記録がある。
また秋に採取した花穂から採取した熟した種子だけを集めたものを、紫蘇子（しそし）または蘇子（そし）と言い、茎は蘇梗（そこう）と言う。いずれも赤紫蘇を用いる。葉・種子・茎ともに、解熱、鎮痛、鎮静、咳、喘息、便秘、嘔吐、食欲不振などの治療に用いる。紫蘇葉または紫蘇子5 - 15グラム程度を500 ccの水で半量まで煎じた液を、食間1日3回に分けて服用したり、神経痛や腰痛、冷え性には浴湯料として茎葉が用いられる。
赤ジソの葉はロスマリン酸、葉と実にはルテオリンを含み、アレルギー疾患の緩和に有用とされている。サバなどの魚によるじんましんや風邪のひき初めには、蘇葉の粉末さじ1杯または刻んだシソを、湯のみに熱湯を注いだ「しそ湯」を飲用すると良いと言われている。胃腸を温める作用があり、しゃっくり止めに、梅干しに入っているシソ葉に湯を注いで飲んでもよいといわれている。